# Francis J. Myers

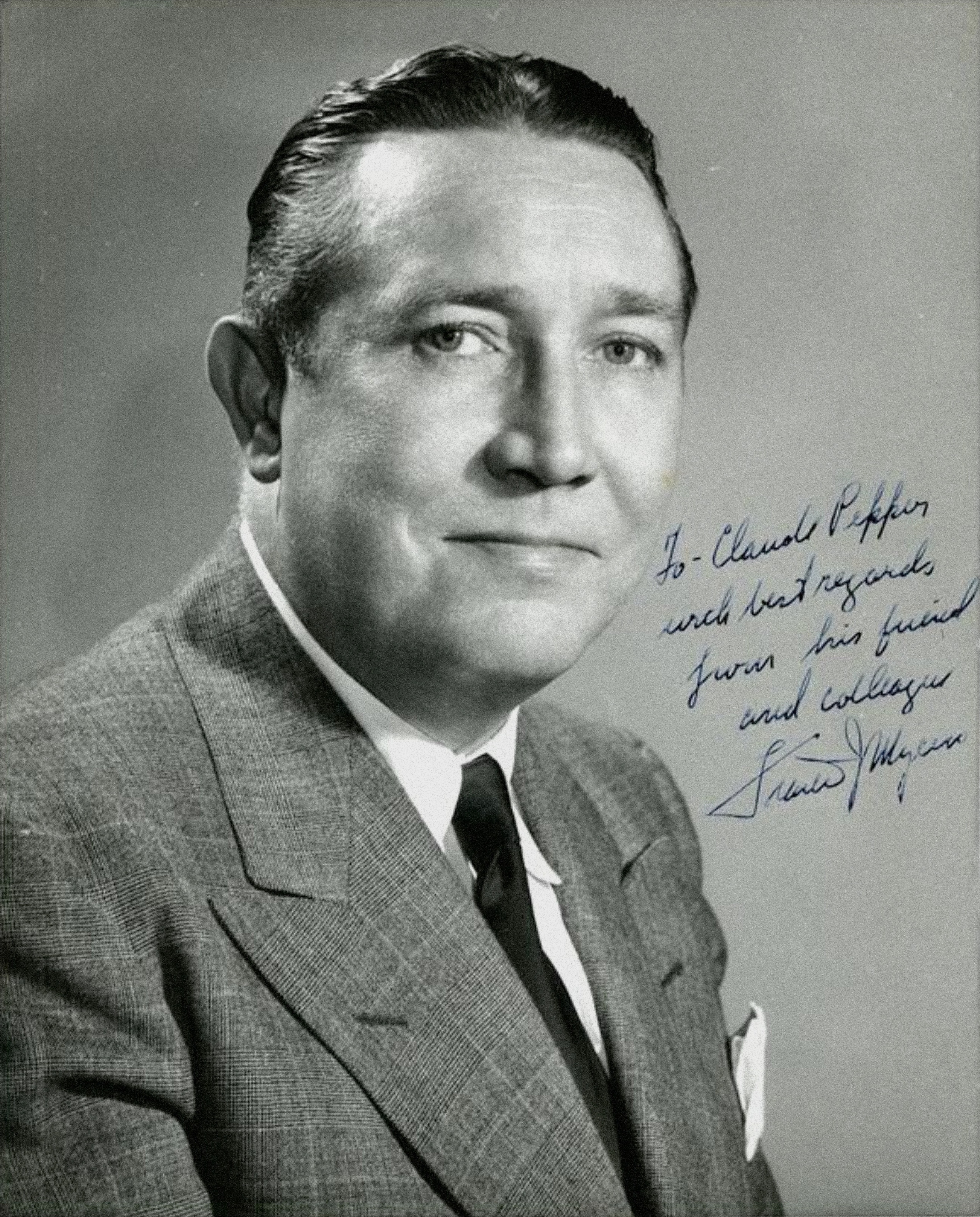
Francis J. Myers

Francis John Myers (* 18. Dezember 1901 in Philadelphia; † 5. Juli 1956 ebenda) war ein US-amerikanischer Politiker der Demokratischen Partei, der den Bundesstaat Pennsylvania in beiden Kammern des US-Kongresses vertrat.
Nach dem Besuch der öffentlichen Schulen graduierte Myers 1923 am Saint Joseph’s College und 1927 an der juristischen Fakultät der Temple University in Philadelphia. Zwischen diesen beiden Abschlüssen war er als Lehrer an einer High School seiner Heimatstadt tätig. 1927 wurde er in die Anwaltskammer aufgenommen, woraufhin er in Philadelphia zu praktizieren begann.
Zwischen 1929 und 1931 fungierte Myers als Sekretär des Bezirksstaatsanwalts von Philadelphia; von 1934 bis 1935 war er juristischer Vertreter der Home Owners’ Loan Corporation, ehe er 1937 zum stellvertretenden Attorney General von Pennsylvania gewählt wurde. Im folgenden Jahr zog er als demokratischer Kandidat ins US-Repräsentantenhaus ein, dem er vom 3. Januar 1939 bis zum 3. Januar 1945 angehörte. Er verzichtete 1944 auf eine erneute Kandidatur, da er sich in diesem Jahr um einen der beiden Senatssitze Pennsylvanias bewarb. Nach erfolgreicher Wahl saß er zwischen dem 3. Januar 1945 und dem 3. Januar 1951 im US-Senat, wo er ab 1949 als Whip der demokratischen Fraktion amtierte.
Nach einem fehlgeschlagenen Wiederwahlversuch nahm Myers wieder seine Tätigkeit als Anwalt auf. Bis zu seinem Tod im Juli 1956 war er überdies als Vorsitzender der Philadelphia Redevelopment Authority sowie als Mitglied der General State Authority und des Greater Philadelphia Movement tätig.